# プンギ
プンギ（Phungi）は、ヒマラヤ山脈にある山。ネパールのガンダキ州マナン郡のマナスルの近くに位置する。標高は6524メートル。
2024年10月12日、日本山岳会学生部の登山隊が初登頂を果たした。

## 概要
2014年に登山が解禁された。
2022年9月、3人からなる日本山岳会ヒマラヤキャンプ登山隊が登頂に挑戦したものの、10月24日にメンバーが高山病と凍傷になったため6150メートル地点で撤退した。
2024年9月、5人からなる日本山岳会学生部プンギ遠征隊が登頂に挑戦し、10月12日午後0時19分に初登頂を果たした。

## 似た名前の山
プンギとはまた別に、マナスルの西にプンギ・ヒマル（Phungi Himal）という似た名前の山がある。プンギ・ヒマルの標高は6538メートルで、2017年10月28日にユーリ・コシェレンコとアレクセイ・ロンチンスキーが初登頂を果たした。
プンギ・ヒマルは2017年の初登頂後に名付けられたもので、それ以前はこちらも単にプンギと呼ばれることもあり、混同に注意を要する。